# Vochov
Vochov (en allemand : Wochow) est une commune du district de Plzeň-Nord, dans la région de Plzeň, en République tchèque. Sa population s'élevait à 1 419 habitants en 2022.

## Géographie
Vochov se trouve à 8 km à l'ouest-nord-ouest du centre de Plzeň et à 91 km au sud-ouest de Prague.
La commune est limitée par Město Touškov au nord, par Plzeň au nord et à l'est, par Vejprnice et Tlučná au sud, et par Kozolupy à l'ouest.

## Histoire
La première mention écrite de la localité date de 1318.

## Galerie

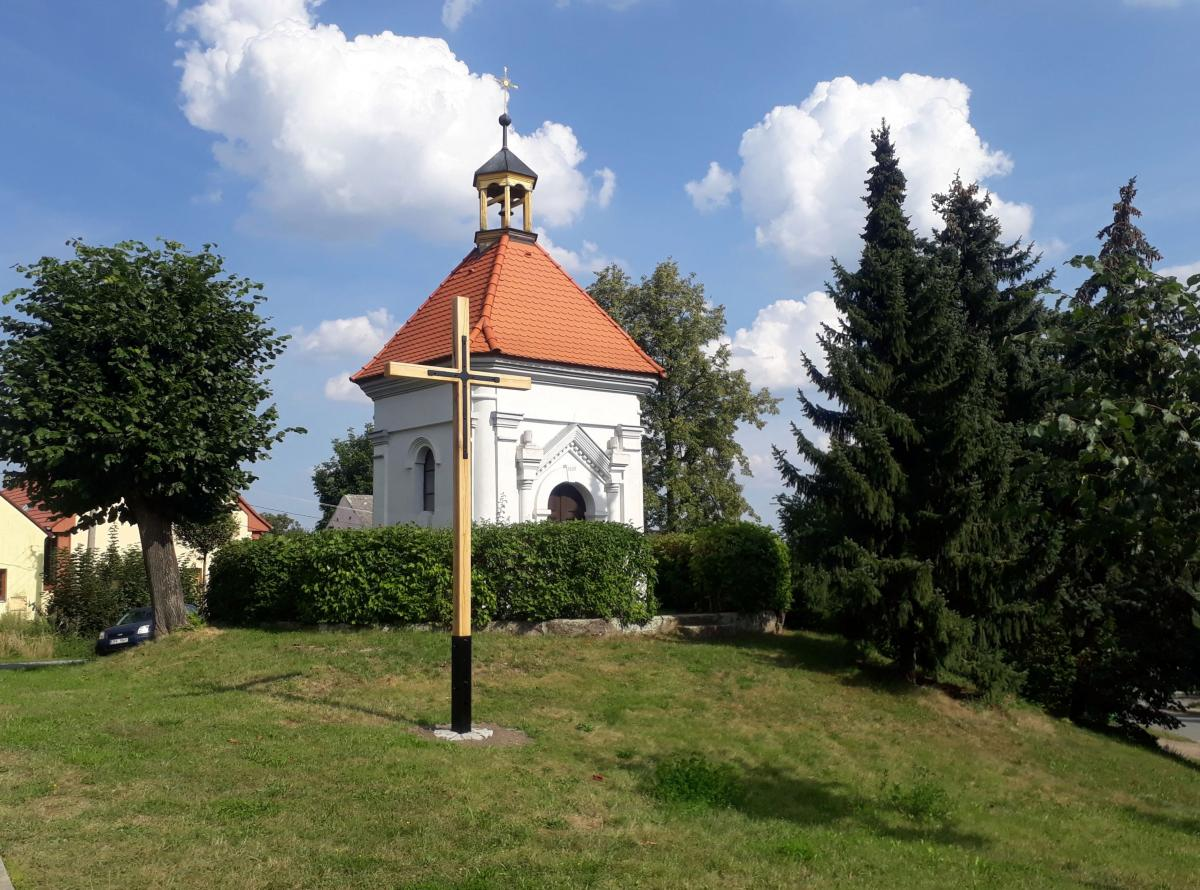
Chapelle à Vochov.
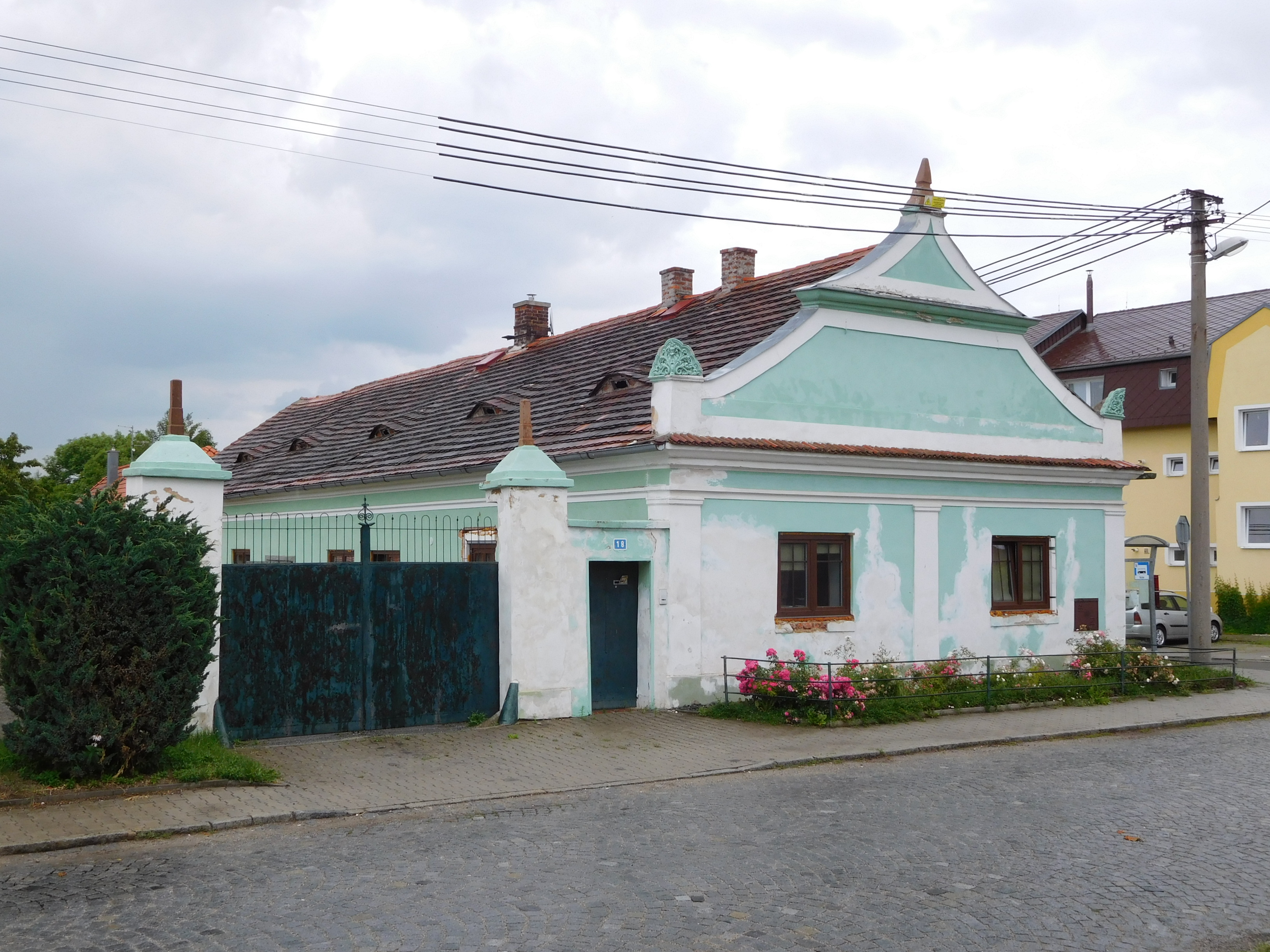
Maison à Vochov.

## Transports
Par la route, Vochov se trouve à 9 km de Plzeň et à 102 km de Prague. 